# All stars 2010
All Stars 2010 er et dansk tv-program med fire korledere og fire kor.
I dette års udgave var korene Nøhr All Stars med Rasmus Nøhr, Johnson All Stars med Johnson, Julie All Stars med Julie Berthelsen og Niarn All Stars med Niarn.

## Udgåede
- 1. aften: Nøhr all stars (Lise)
- 2. aften: Nøhr all stars (Silje)
- 3. aften: Johnson all stars (Martin)
- 4. aften: Johnson all stars (Lea)

- Semifinalen: Niarn all stars (Sabina)
- Finalen: Niarn all stars (Christoffer)

Vinderen af årets All Stars var Julie All Stars (Nina-Mads)

## Korledernes sange
- 1. aften: Rasmus Nøhr: "Sød Musik"
- 2. aften: Niarn: "Dine øjne Siger alt"
- 3. aften: Julie: "Shout"
- 4. aften: Johnson: "Tariaki"

- Semifinalen: Sys Bjerre: "Veninder"
- Finalen: Medina: ?